# نورة حمو معمر
نورة حمو معمر لاعبة كرة قدم جزائرية فرنسية مولودة في 1983 في بلوة.
تطورت في مركز لاعب وسط، بدأت حياتها المهنية في نادي مونبلييه هيرولت الرياضي في عام 2002 قبل أن تغادر إلى نيم في 2013.
نورة حمو معمر لديها بالفعل سجل حافل منذ أن كانت بطلة فرنسية في عام 2004 وفازت في تحدي فرنسا في عام 2009 مع نادي مونبلييه هيرولت الرياضي.

## الإحصائيات والجوائز

### في المنتخب الوطني
لعبت نورة حمو معمر عدة مباريات مع المنتخب الجزائري للسيدات .

### في النوادي
بعد أربعة مواسم من التكيف ومشاركة صغيرة في لقب بطلة فرنسا في 2004 من مونبلييه هيرولت إس سي ، اكتسبت أهمية في الفريق من عام 2006 وساهمت بقوة في لقبين لنائب بطل القسم 1 في 2007 و 2009 ، ثم الفوز في نهائي تحدي فرنسا في 2009 .

## روابط خارجية
- نورة حمو معمر على موقع Soccerway.com (الإنجليزية)

  - نورة حمو معمر على موقع Soccerway.com (الإنجليزية)

  - نورة حمو معمر على موقع Soccerway.com (الإنجليزية)

  - نورة حمو معمر على موقع Soccerway.com (الإنجليزية)

نورة حمو معمر على موقع Soccerway.com (الإنجليزية)